# Гереті

Історичний регіон в Грузії

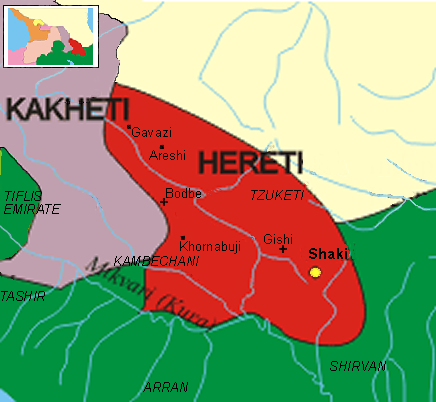
Гереті в середині 10 ст.

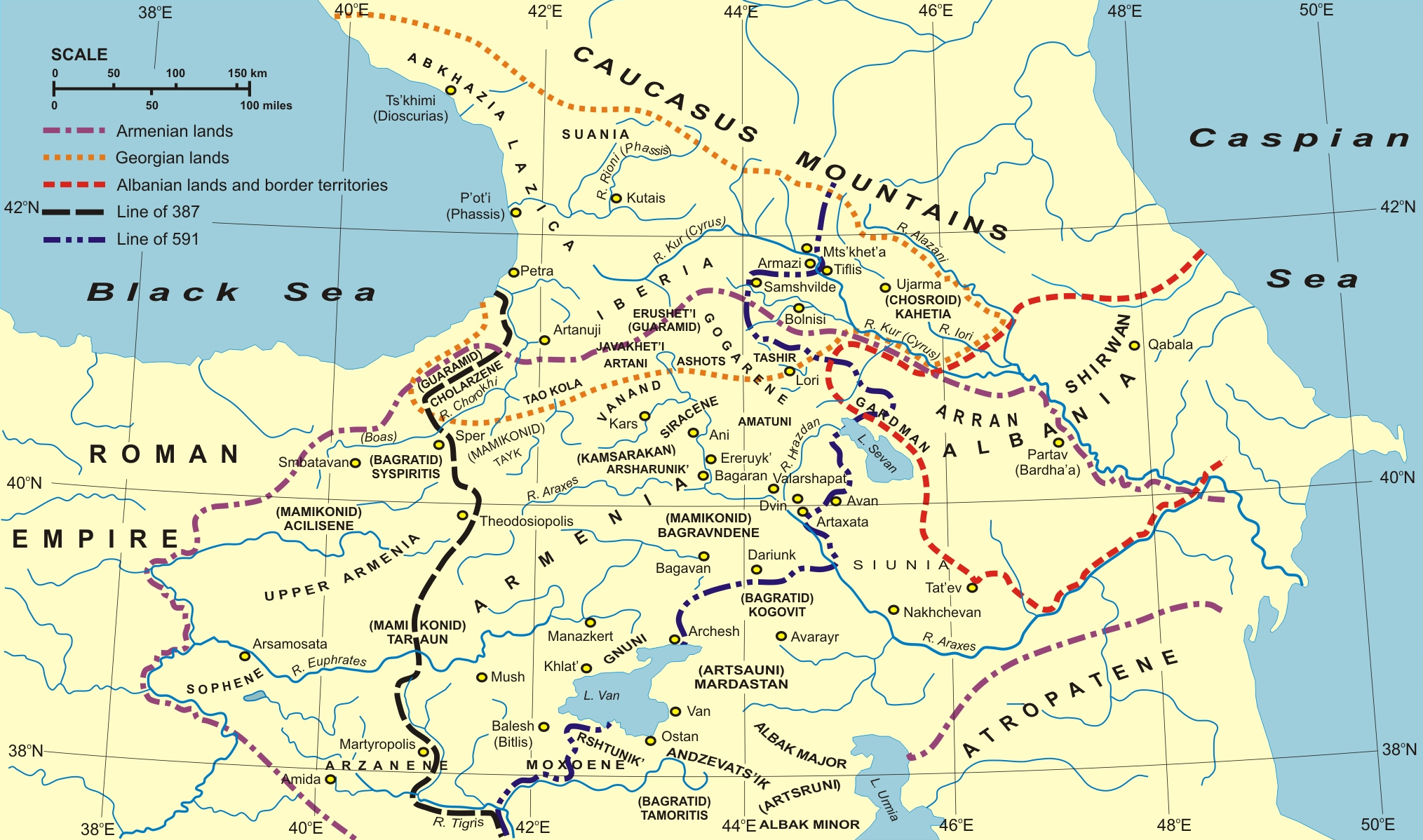
Мапа країн Південного Кавказу

Гере́ті (груз. ჰერეთი, Herethi) — історичний регіон Кавказької Албанії, який частково поглинула Грузія (південний схід Кахетії).
Отримала назву на честь племені еретів. За часів Іберійського царства цей регіон звався Кухетія або Еретія. В цей період воно мало статуса саеріставства (провінції) Іберії. Зазнавала частих нападів кавказьких горців, вторгнень скіфів, сарматів, савірів, огурів та хозарів.
З 787 року скориставшись послабленням Іберії еріставі Йоване разом з братом Джуаншером здобули самостійність, прийнявши титул мтварі (князя). Їх столицею стало місто Шекі. Незабаром мтварі Ереті включилися у боротьбу між іншими грузинськими державами. Йоване стає також князем Кахетії. Водночас воно маневрувало між Візантійською імперією та Аббасидським халіфатом. До 800 року кахетінський князь Грігол захопив Еретію, але вже до 810 року залишив її під тиском албанського князя Вараза Трдата II.
Значного піднесення Ереті досягла за панування мтварі Сахла, тестя Вараза Трдат II, що розширив володіння за рахунок Кавказької Албанії та Іберії. На той час займала область по басейнах річок Алазані та Іорі, простягалася на південь - до Алазані та Іорі, на схід до Кавказьких гір, на захід до Кури. Північні рубежі Еретії в письмових джерелах не простежуються, очевидно, вони ймовірно проходили вздовж смуги розселення вайнахських племен.
Наступний мтварі Адарнасе I продовжив розширення володінь, почавши протситояння з Кахетінським князівством. Його син Григорій Хамам у 890-х роках звільнив значну частину Кавказької Албанії від влади арабів, після чого прийняв титул царя Албанії та Гереті. Перейшов до православ'я з Вірменської апостольської церкви. Але 897 року зазнав поразки й загинув у війні проти Дербентського емірату. Його держава розпалася, в Гереті став правити молодший син Адарнасе II, що намагався відновити колишні межі держави. З 906 року його володіння стали часто звати Чакі-Камбісена (остання частина є давньою назвою області Гереті). Водночас номінально визнав зверхність абхазького царя Костянтина III та повернувся до монофізітства. Згодом також визнав владу Візантії. У відповідь 915 року війська Абхазії та Кахетії завдали поразки Адарнасе II, який втратив низку володінь та знову підкорився Абхазії. Поразки останньої у 920-х роках від Саджидів дозволили Гереті відновити незалежність.

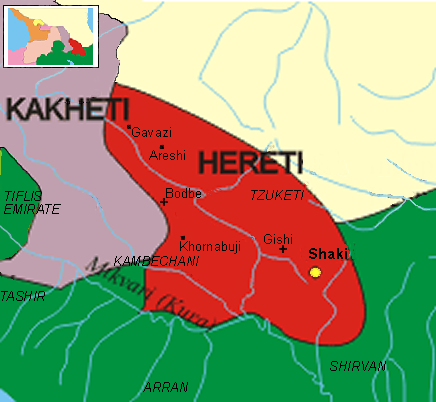
Гереті за часів Ішханіка

943 року новий цар Ішханік навернув державу до православ'я, але вимушен був визнати зверхність держави Саларидів. Його син Іоанн-Сенекерім продовжив таку політику., зміцнивши становище Гереті. Раптова смерть царя дозволи кахетінському еріставі Квіріке II захопити Гереті. З цього часу Кахетія і гереті стали єдиним територіальним утворенням.
Сьогодні область розділена між Грузією та Азербайджаном.